# Condado de Cuming
El condado de Cuming (en inglés: Cuming County), fundado en 1855, es un condado del estado estadounidense de Nebraska. En el año 2000 tenía una población de 10.203 habitantes con una densidad de población de 6,85 personas por km². La sede del condado es West Point.

## Geografía
Según la oficina del censo el condado tiene una superficie total de 1489 km² (574,9 mi²), de los que 1481 km² (571,8 mi²) son tierra y 8 km² (3,1 mi²) (0.16%) son agua.

### Condados adyacentes
- Condado de Thurston - nordeste
- Condado de Burt - este
- Condado de Dodge - sur
- Condado de Colfax - suroeste
- Condado de Stanton - oeste
- Condado de Wayne - noroeste

## Demografía
Según el 2000 la renta per cápita media de los habitantes del condado era de 33.186 dólares y el ingreso medio de una familia era de 38.369 dólares. En el año 2000 los hombres tenían unos ingresos anuales 26.577 dólares frente a los 19.246 dólares que percibían las mujeres. El ingreso por habitante era de 16.443 dólares y alrededor de un 9,00% de la población estaba bajo el umbral de pobreza nacional.

## Ciudades y pueblos
- West Point
- Wisner
- Bancroft
- Beemer